# Sergej Pavlovič Korolëv
Sergej Pavlovič Korolëv (in russo Сергей Павлович Королёв?; in ucraino Сергі́й Па́влович Корольо́в (Королів)?, Serhij Pavlovyč Korol'ov (Koroliv); Žytomyr 30 dicembre 1906 del calendario giuliano, 12 gennaio 1907 – Mosca, 14 gennaio 1966) è stato un ingegnere sovietico.
Fu un progettista di razzi, conosciuto semplicemente come il Capo progettista. È considerato il principale artefice del programma spaziale sovietico, che ha diretto durante la corsa allo spazio tra gli Stati Uniti e l'Unione Sovietica negli anni cinquanta e sessanta. Tra i suoi principali successi il razzo vettore R-7 da lui progettato, lo Sputnik 1 che fu il primo satellite artificiale lanciato in orbita attorno alla Terra, l'invio della cagnolina Laika a bordo dello Sputnik 2. Il più grande trionfo di Korolëv fu l'invio del primo essere umano nello spazio, Jurij Gagarin, a bordo della Vostok 1.
Cresciuto a Odessa, Korolëv studiò come progettista aeronautico e nel 1926 venne ammesso all'università tecnica statale moscovita N. Ė. Bauman, dove si laureò nel 1929, avendo avuto come supervisore Andrej Tupolev. Nel 1938 venne arrestato con la falsa accusa di essere un controrivoluzionario e venne rilasciato solo sei anni dopo, avendo in questo periodo speso anche sei mesi presso il campo di lavoro di Kolyma. Dopo il suo rilascio divenne rapidamente uno dei più affermati progettisti sovietici di razzi, entrando a far parte del programma spaziale sovietico e diventandone il direttore. Divenne membro dell'Accademia russa delle scienze e supervisionò i programmi Sputnik e Vostok, che portarono il primo uomo nello spazio e misero l'Unione Sovietica in vantaggio sugli Stati Uniti nella corsa allo spazio. La sua improvvisa morte nel gennaio 1966 interruppe i suoi piani per raggiungere la Luna prima degli statunitensi. Noto solamente come il Capo progettista per proteggerlo da possibili attentati nel corso della guerra fredda, la sua identità venne svelata solo dopo la sua morte. È sepolto presso la necropoli delle mura del Cremlino.

## Biografia

### Gioventù e studi
Sergej Pavlovič Korolëv nacque il 30 dicembre 1906 (data del calendario giuliano corrispondente al 12 gennaio 1907 nel calendario gregoriano) a Žytomyr, nel Governatorato della Volinia dell'Impero russo (oggi Žytomyr è in Ucraina), figlio di Pavel Jakovleyč Korolëv e Marija Nikolaevna Moskalenko. Dal lato paterno aveva origini russe, dal lato materno aveva origini legate ai cosacchi ucraini, ma anche greche e polacche. Tre anni dopo la nascita di Sergej i genitori si separarono, anche a causa delle difficoltà economiche che stavano affrontando. Sergej si trasferì con la madre a Nižyn, città di origine dei nonni materni, dove crebbe senza più rivedere il padre, che morì nel 1929. La madre si risposò nel 1916 con Grigorij Michailovič Balanin, un ingegnere elettrico. Quando quest'ultimo ottenne un lavoro nelle ferrovie regionali, la coppia si trasferì a Odessa nel 1917. Qui la coppia andò incontro agli eventi tumultuosi che caratterizzarono la rivoluzione russa, finché nel 1920 i bolscevichi presero il potere. Le scuole vennero chiuse e il giovane Sergej dovette continuare i suoi studi a casa, sostenuto dalla madre insegnante e dal padrigno, nonostante si fosse anche ammalato di tifo.
Durante i suoi studi, prevalentemente votati alla carpenteria, Sergej dimostrò una particolare predisposizione per l'ingegneria aeronautica, soprattutto dopo aver preso parte a un'esibizione di volo nel 1913. Inoltre, a Odessa era presente un distaccamento di aerei militari, che contribuì ad aumentare l'interesse per il mondo aeronautico nel giovane Sergej. Ai suoi studi affiancò questa sua passione, iniziando a progettare alianti e entrando nel locale club di alianti. Nel 1923 entrò a far parte della società di aviazione e navigazione aerea dell'Ucraina e della Crimea (OAVUK), iniziando a prendere lezioni di volo dopo essere entrato nello squadrone di idrovolanti di Odessa e volando più volte come passeggero. Nel 1924 progettò un prototipo di aliante, chiamato K-5, per la OAVUK. Nello stesso 1924 si iscrisse all'Istituto Politecnico di Kiev, presso il quale si tenevano corsi di aeronautica. A Kiev viveva con lo zio Jurij e lavorava per pagarsi gli studi. I suoi studi erano prevalentemente orientati verso gli aspetti pratici, includendo corsi di ingegneria, fisica e matematica; e fu in questi corsi che Sergej incontrò la sua futura moglie Xenia Vincentini. Nel 1925 venne ammesso a un corso a numero chiuso sulla progettazione degli alianti e si ruppe anche due costole in un volo di prova di un aliante da lui progettato. Nel luglio 1926 venne ammesso alla prestigiosa università tecnica statale moscovita N. Ė. Bauman. Qui Sergej ebbe modo di approfondire i suoi studi aeronautici e continuò a progettare alianti, finché nel 1929 volò su un aliante da lui progettato nel corso di una competizione. Nello stesso 1929 il partito comunista sovietico decretò un'accelerazione degli studi ingegneristici per andare incontro alle necessità nazionali, cosicché Sergej ottenne il diploma grazie al progetto di un velivolo, avendo come supervisore Andrej Tupolev.

### Primi anni di carriera
Una volta laureatosi, Korolëv iniziò a lavorare coi migliori progettisti sovietici nella quarta sezione sperimentale di progettazione di aeroplani OPO-4, guidata dal costruttore di aeroplani francese Paul Richard, che si era trasferito in Unione Sovietica negli anni venti. Al suo lavoro continuò ad affiancare la progettazione di alianti che fossero in grado di compiere acrobazie. Nel 1930, mentre lavorava nel gruppo che stava progettando il bombardiere pesante Tupolev TB-3, iniziò a interessarsi alla possibilità di usare motori a razzo a combustibile liquido per dare propulsione agli aeroplani. Nello stesso 1930 Korolëv ottenne il brevetto di pilota e iniziò a pilotare gli alianti da lui stesso progettati.
Il 6 agosto 1931 Korolëv si sposò con Xenia Vincentini, dopo che nel 1924 lei aveva rifiutato la proposta per poter completare i suoi studi. Nello stesso 1931 Korolëv e Fridrich Cander parteciparono alla fondazione del Gruppo per lo studio del moto reattivo (GIRD Группа изучения реактивного движения), tra i primi centri statali per lo sviluppo di razzi in Unione Sovietica. Nel maggio 1932 Korolëv venne nominato capo del gruppo di lavoro, che arrivò a sviluppare tre differenti sistemi di propulsione. Il primo lancio di un razzo a combustibile liquido fu quello del GIRD-X che avvenne nel marzo 1933. Nel successivo mese di agosto venne effettuato il lancio del razzo GIRD-09, nel quale entrava in camera di combustione anche l'ossigeno liquido che era prevalentemente parte del sistema di raffreddamento. Visto il crescente interesse militare in queste applicazioni, il gruppo GIRD venne unito nello stesso 1933 al gruppo di gasdinamica (GID), che aveva sede a Leningrado, nel nuovo istituto per la ricerca della propulsione a reazione (RNII, Реактивный научно-исследовательский институт). Il nuovo gruppo era guidato dall'ingegnere militare Ivan Kleimënov e vennero inseriti nel gruppo molti validi ingegneri, tra i quali Valentin Gluško. Korolëv venne nominato vice capo dell'istituto e supervisionò la progettazione e lo sviluppo di missili da crociera e di alianti a propulsione.
Il 10 aprile 1935 nacque la sua prima figlia, Natalja, e nello stesso anno divenne ingegnere capo del RNII. Sotto la sua direzione, il gruppo di lavoro continuò lo sviluppo dei motori a razzo, con una particolare attenzione alla stabilità e al controllo. In particolare, venne sviluppato un sistema di controllo della stabilità di tipo giroscopico, che consentiva di avere voli stabili su una traiettoria programmata. Nel 1936 venne sviluppato il missile 212, un missile aria-superficie.

### Arresto e prigionia
Il 27 giugno 1938, durante le purghe staliniane, Korolëv venne arrestato dalla NKVD con l'accusa di aver rallentato deliberatamente il lavoro di ricerca dell'istituto, essendo stato accusato da Kleimënov, dal suo vice Georgij Langemak e da Valentin Gluško. Venne condotto presso le prigioni della Lubjanka a Mosca, dove venne anche torturato e gli venne rotta la mascella, finché confessò le sue colpe. Venne processato e condannato alla pena di 10 anni di lavori forzati nel campo di lavoro di Kolyma, nella Siberia Orientale. Nel 1939 con la caduta di Nikolaj Ežov, al vertice della NKVD arrivò Lavrentij Berija, il quale decise di ridurre la pena detentiva di Korolëv. Nel frattempo, Korolëv era già arrivato a Kolyma, dove passò circa cinque mesi a lavorare come minatore nelle miniere d'oro, soffrendo per le proibitive condizioni di lavoro e perdendo molti dei suoi denti. Venne rispedito a Mosca e nel marzo 1940 la sua pena venne ridotta a otto anni e venne rinchiuso nella prigione della Butyrskaja. Venne successivamente trasferito in una šaraška, una sorta di prigione speciale per tecnici e scienziati all'interno dei gulag, molto probabilmente grazie all'intervento in suo favore di Tupolev e dello stesso Gluško. Korolëv arrivò nella šaraška chiamata CKB-29, dove poté tornare a dedicarsi allo studio dei missili e della propulsione aeronautica. Qui ritrovò molti scienziati sovietici, tra i quali Tupolev, che coordinava il gruppo di lavoro, e Roberto Oros di Bartini, un ingegnere aeronautico italiano trasferitosi in Russia, che Korolëv considerava un "maestro". In questa šaraška nel corso della seconda guerra mondiale vennero sviluppati il Tupolev Tu-2 e il Petlyakov Pe-2. Nel 1942 Korolëv venne trasferito nella šaraška OKB-16, guidata da Gluško, dove partecipò alla progettazione di razzi di tipo JATO per aeroplani e alla progettazione del motore a reazione RD-1 kHz, che venne testato senza successo su un Lavochkin La-7. Il 27 luglio 1944 Korolëv venne rilasciato, assieme a molti degli altri scienziati, ma venne riabilitato ufficialmente, come altri suoi colleghi, con l'avvio della destalinizzazione voluta dall'allora segretario del PCUS Nikita Chruščёv, nel 1957.

### Missili balistici

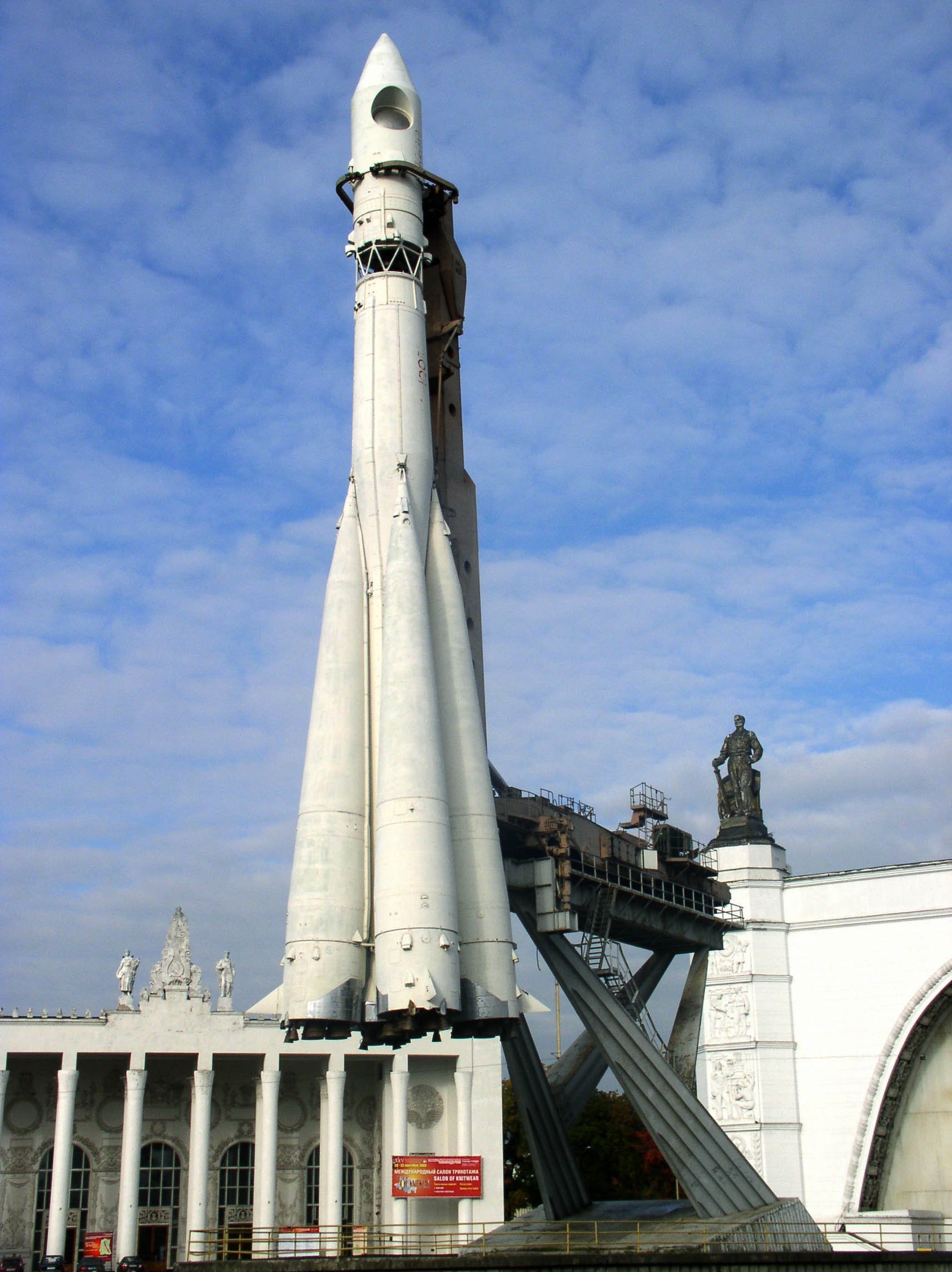
Il missile R7, primo ICBM della storia

Nel 1945 venne nominato colonnello dell'Armata Rossa e, nel mese di settembre, venne inviato in Germania assieme ad altri scienziati, per acquisire la tecnologia tedesca dei missili balistici V2, che i sovietici avevano catturato ai tedeschi alla fine della seconda guerra mondiale. Il gruppo di scienziati entrò in contatto con alcuni degli scienziati tedeschi che lavoravano sulle V2 (Wernher von Braun e il suo gruppo erano stati catturati dagli statunitensi, assieme a missili V2 completi) e con la relativa tecnologia. Nel 1946 venne creato presso Podlipki, un sobborgo di Mosca, l'NII-88, un ufficio di ricerca dedicato allo sviluppo di missili, e Korolëv venne nominato capo progettista della sezione 3 dell'ufficio incaricato della progettazione e realizzazione di una copia sovietica della V2. Nel 1947 la sezione 3 fu in grado di produrre il missile R-1, che venne lanciato con successo dal cosmodromo di Kapustin Jar. Grazie a questo successo, venne deciso di iniziare la produzione in serie dei missili R-1. Il gruppo di Korolëv, rinominato OKB-1, continuò a lavorare sulla tecnologia missilistica, puntando a incrementare la gittata dei razzi. Nel 1948 l'OKB-1 sviluppò l'R-2, che riprendeva la tecnologia dell'R-1, aumentandone dimensioni e potenza per avere una gittata doppia. Questo missile, però, venne ritenuto da una commissione di esperti inferiore rispetto al G-1, progettato da Helmut Gröttrup. Di conseguenza, Korolëv dovette rivedere il progetto della R-2 per soddisfare la richiesta di avere gittate di circa 3000 chilometri, iniziando la progettazione dell'R-3. Poiché agli scienziati e tecnici tedeschi non era concesso di partecipare attivamente a progetti di ricerca segreti sovietici, il loro contributo tecnico risultò limitato, finché vennero rimpatriati. Le attività sull'R-3 subì un rallentamento e nel 1952 il programma venne cancellato. Tutta la tecnologia fino ad allora sviluppata venne impiegata nella successiva progettazione del missile R-5, che aveva una gittata ridotta e che venne testato con successo nel 1953. Nel 1954 Korolëv ottenne l'autorizzazione dal governo sovietico di iniziare la progettazione di un missile balistico intercontinentale (ICBM), rinominato R-7 "Semërka". Il 21 agosto 1957, dopo una serie di insuccessi, venne testato con successo dal cosmodromo di Bajkonur il primo ICBM sovietico e primo ICBM della storia. Si trattava di un razzo a due stadi, i cui motori utilizzavano ossigeno e cherosene, e che aveva una gittata di circa 8 800 km e con una precisione di 5 000 m. Venne lanciato dal cosmodromo di Bajkonur in Kazakistan fino alla penisola della Kamčatka. Nonostante il successo ottenuto, Korolëv non ottenne pubblici riconoscimenti, poiché, per ragioni di sicurezza, la sua identità veniva tenuta segreta. Qualche mese prima, il 19 aprile 1957, Korolëv era stato pienamente riabilitato dal governo sovietico, che aveva riconosciuto come ingiusta la sentenza che lo aveva condannato nel 1938.

### Programma spaziale

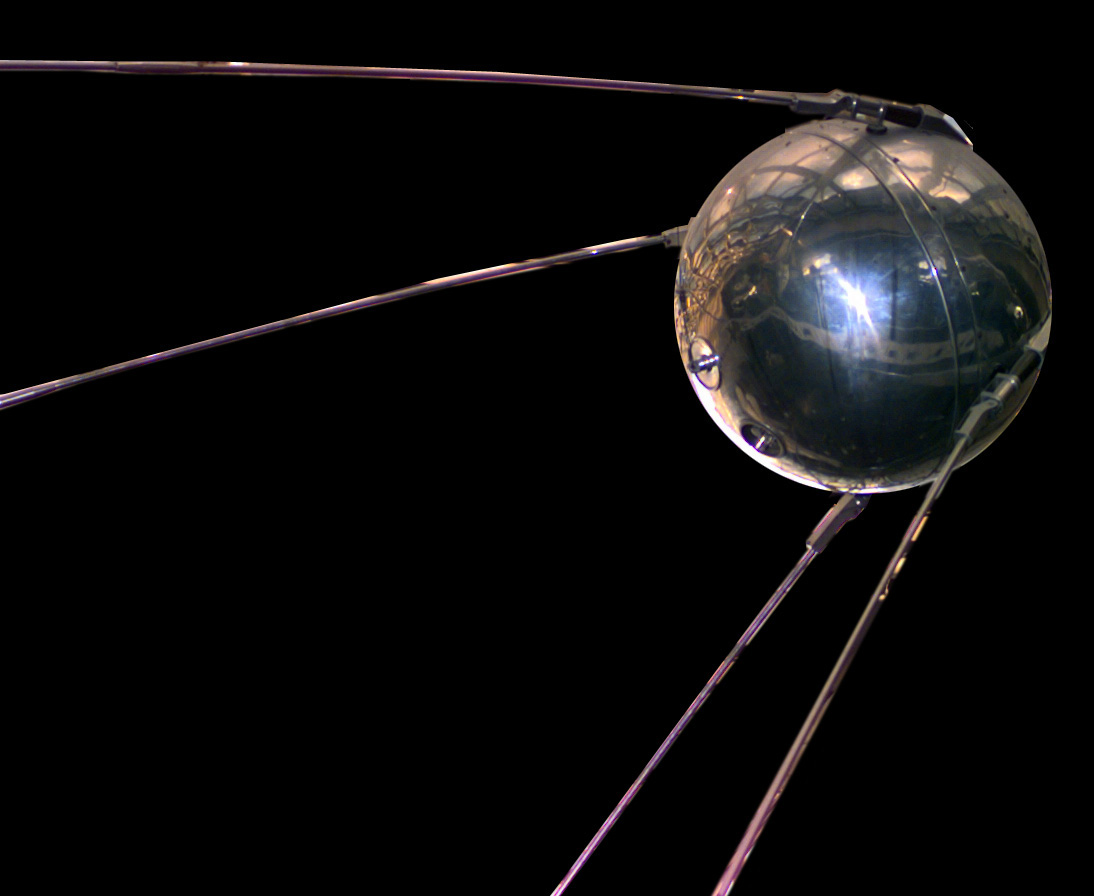
Lo Sputnik 1, il primo satellite

Già nel maggio 1954 Korolëv aveva proposto un piano per lo sviluppo di satelliti artificiali al ministro dell'industria della difesa, Dmitrij Ustinov, inviandogli un rapporto tecnico scritto da Michail Tichonravov, con una panoramica di progetti similari sviluppati all'estero. Tichonravov aveva evidenziato che il lancio di satelliti artificiali era un passo inevitabile nello sviluppo della tecnologia missilistica. Il 29 luglio 1955 il presidente statunitense Dwight D. Eisenhower annunciò attraverso il suo addetto stampa che gli Stati Uniti avrebbero lanciato il primo satellite artificiale attorno alla Terra in occasione dell'anno geofisico internazionale (IGY), indetto dal luglio 1957 al dicembre 1958. L'8 agosto 1955 il Politburo del Comitato centrale del PCUS approvò la proposta di realizzare e lanciare un satellite artificiale, e alla fine dello stesso mese Korolëv presentò una nuova relazione tecnica sui satelliti redatta da Tichonravov. Sulla base di queste informazioni, la commissione governativa industriale e militare approvò la proposta di usare il missile ICBM R-7 e di lanciare un satellite del peso di una tonnellata e mezza. Korolëv, inoltre, comunicò ai membri dell'Accademia russa delle scienze che si sarebbe potuto effettuare il lancio del satellite tra aprile e luglio 1957, prima che l'IGY iniziasse. Solamente il 30 gennaio 1956 il consiglio dei ministri sovietico approvò il programma, denominando il satellite oggetto D. Korolëv e il suo gruppo di lavoro all'ufficio OKB-1 si occuparono principalmente della progettazione e sviluppo del satellite. Già sul finire del 1956 risultò evidente che non sarebbe stato possibile effettuare il lancio nel tempo previsto a causa di difficoltà tecniche legate anche al peso previsto per il satellite. Il 5 gennaio 1957 Korolëv propose di realizzare due satelliti più piccoli del peso di un centinaio di chilogrammi a testa, così da avere maggiori probabilità di arrivare prima degli statunitensi. Il 15 febbraio 1957 il consiglio dei ministri approvò la proposta di Korolëv. Questi satelliti più leggeri vennero rinominati oggetto-PS e nel mese di maggio iniziarono i lanci prova dei missili R-7. Dopo tre lanci senza successo, il 21 agosto il quarto lancio ebbe successo, raggiungendo l'altezza e la velocità programmate e rientrando nell'atmosfera terrestre. Dopo ulteriori prove di lancio Korolëv convinse la commissione statale a usare il successivo del missile R-7 per il lancio del satellite artificiale PS-1, presto ribattezzato Sputnik 1. Il 4 ottobre 1957 venne effettuato il lancio del missile R-7 modificato per il rilascio del satellite. Sei minuti dopo il lancio lo Sputnik 1 venne eiettato dal razzo e divenne il primo satellite artificiale della storia.
Subito dopo il successo dello Sputnik 1, Korolëv e Keldyš lanciarono la proposta di realizzare un satellite più grande e di alloggiarvi un cane, proposta che catturò l'interesse dell'Accademia russa delle scienze. Questo nuovo satellite, rinominato Sputnik 2 aveva una massa di 508,3 chilogrammi, circa sei volte superiore a quella dello Sputnik 1 e venne progettato in poco tempo. Infatti, il 3 novembre 1957 venne effettuato il lancio del razzo R-7 col satellite Sputnik 2, e a bordo vi era la cagnolina Laika (il vero nome era Kudrjavka, mentre Laika era la razza). La missione fu la prima a spedire in orbita attorno alla Terra un essere vivente, sebbene la cagnolina morì poche ore dopo il lancio, mentre il satellite rientrò nell'atmosfera terrestre il 4 aprile 1958. Un terzo satellite, lo Sputnik 3, venne lanciato nel maggio 1958, senza però riuscire a rilevare le radiazioni nelle fasce di Van Allen, com'era stato programmato.
Parallelamente, Korolëv partecipò al programma Luna, una serie di missioni senza equipaggio inviate dall'Unione Sovietica verso la Luna. Dopo una serie di lanci falliti nel corso dell'ultimo quadrimestre del 1958, a gennaio 1959 il lancio della missione Luna 1 ebbe successo, ma mancò l'obiettivo di raggiungere la Luna. La missione Luna 2 riuscì a raggiungere la Luna, impattando sulla superficie e diventando il primo oggetto a raggiungere il satellite naturale della Terra. Sempre nel 1959 la missione Luna 3 non solo raggiunse l'orbita della Luna, ma riuscì a scattare una fotografia del lato opposto della Luna. Il lavoro di Korolëv fu legato negli anni seguenti alla possibilità di effettuare un allunaggio morbido sulla superficie lunare, obiettivo che non riuscì a vedere attuato poiché morì pochi giorni prima dell'allunaggio raggiunto con la missione Luna 9 nel febbraio 1966. Collaborò, inoltre, anche allo sviluppo della prima attività extraveicolare (EVA) e dei primi mezzi, non solo sulla Luna, ma anche su Venere: in particolare, la progettazione della sonda Venera 3 all'interno del programma spaziale Venera.

La capsula della Vostok 1 che ospitò Jurij Gagarin durante il primo volo di un uomo nello spazio

Nel 1958 coi successi ottenuti dai lanci dei satelliti Sputnik, venne accelerato lo sviluppo del programma Vostok, che aveva come obiettivo principale quello di spedire esseri umani nello spazio. Korolëv e la sua squadra presso l'OKB-1 vennero incaricati del progetto. La navicella Vostok era stata progettata in due parti: la capsula che doveva ospitare l'astronauta e un motore che sarebbe stato azionato in fase di rientro sulla Terra per rallentare la discesa della navicella. Contemporaneamente, Korolëv stava già pensando a una nuova soluzione per il modulo di discesa, che sarebbe dovuto consistere in un rotore simile a quello di un elicottero che avrebbe consentito una migliore gestione del rientro; la soluzione, però, non venne mai implementata. Prima del lancio con un essere umano a bordo, vennero effettuati quattro lanci di prototipi con a bordo dei cani: due missioni fallirono uccidendo i cani a bordo (due per missione), mentre le ultime due missioni ebbero successo e riportarono a terra i cani che avevano a bordo (uno per missione). Il 12 aprile 1961 venne effettuato il lancio della Vostok 1, agganciato a una versione modificata del razzo R-7, che portò in orbita attorno alla Terra il primo essere umano, Jurij Gagarin. Dopo Gagarin vennero effettuate altre cinque missioni del programma Vostok, che culminarono col Vostok 6 che portò in orbita nello spazio la prima donna, Valentina Tereškova.
Dopo i successi conseguiti col programma Vostok, il passo successivo nella corsa allo spazio fu l'invio di navicelle spaziale con a bordo più di un astronauta. L'Unione Sovietica avviò il programma Voschod, che prevedeva di sviluppare una navicella che si distinguesse da quella Vostok, rimuovendo il seggiolino eiettabile per consentire l'alloggiamento di più astronauti. Inoltre, venne potenziato il razzo vettore R-7. Korolëv ebbe un ruolo importante nel programma, avendo tenuto continui contatti con il Comitato Centrale del PCUS, sia per soddisfare le richieste derivanti dalla necessità di arrivare primi nella corsa allo spazio rispetto agli Stati Uniti, sia per indirizzare i nuovi obiettivi verso soluzioni tecnologiche che consentissero di arrivare in breve tempo a missioni spaziali di lunga durata. Korolëv si batté tanto per consentire anche a scienziati e ingegneri civili di diventare cosmonauti. Il programma Voschod consistette di due missioni con equipaggio. La missione Voschod 1 portò nello spazio tre cosmonauti contemporaneamente, Komarov, Egorov e Feoktistov. Nella missione Voschod 2, avvenuta nel marzo 1965, con a bordo gli astronauti Beljaev e Leonov, venne effettuata la prima attività extraveicolare con Leonov che lasciò la capsula spaziale e rimase all'esterno per un periodo compreso tra i dieci e i venti minuti.
Già dall'inizio degli anni sessanta Korolëv e il suo gruppo di lavoro nell'ufficio OKB-1 stavano lavorando sul vettore spaziale N1, progettato per portare due o tre cosmonauti sulla Luna. Per la realizzazione dei razzi motore era stato inizialmente incaricato Gluško e il suo ufficio OKB-456, ma a causa di dissidi con Korolëv sulle scelte progettuali, decise di abbandonare il progetto. Al suo posto venne incaricato Nikolaj Kuznecov e il suo OKB-276, che sviluppò il motore a razzo a propellente liquido NK-15. L'N-1 venne dotato di ben 30 razzi NK-15 per poter consentire la spinta necessaria date le enormi dimensioni dell'N-1. Anche il programma Sojuz partì sotto la direzione di Korolëv con l'obiettivo di realizzare una navicella spaziale in grado di trasportare sulla Luna un equipaggio di astronauti.

### Morte ed eredità
Sin dall'inizio degli anni sessanta Korolëv aveva iniziato a soffrire di attacchi cardiaci e la sua salute iniziava a risentire del tempo passato nel gulag e del trattamento ricevuto sempre nel campo di lavoro. Nel dicembre 1965 gli venne diagnosticato un polipo nell'intestino crasso e venne ricoverato il 5 gennaio 1966 per un intervento chirurgico. Durante l'operazione del 14 gennaio 1966 soffrì di un'emorragia, i dottori cercarono di intubarlo, ma i danni ricevuti dalla mandibola e dalla gola nel gulag ne ostacolarono il passaggio. Korolëv morì lo stesso 14 gennaio 1966. Venne comunicato ufficialmente che era stato trovato un tumore maligno nell'addome.
La morte di Korolëv ebbe come conseguenza un notevole rallentamento delle attività di progettazione del razzo N1, che fallì quattro lanci di fila finché il programma venne cancellato nel 1974, e che impedì all'Unione Sovietica di portare il primo uomo sulla Luna prima degli statunitensi. Il suo vice, Vasilij Mišin, venne successivamente nominato capo dell'ufficio OKB-1, continuando il lavoro iniziato da Korolëv.
Il nome, la vita e il lavoro di Korolëv furono sempre coperti, per ragioni di sicurezza (si temeva potesse essere ucciso da agenti statunitensi), dallo stretto segreto fino alla sua morte. In vita, era semplicemente conosciuto come главный конструктор (glavnyj konstruktor), cioè il "Capo costruttore" o "Capo progettista". Usava firmare i suoi articoli con lo pseudonimo "K. Sergeev". Dopo il lancio dello Sputnik, la commissione per l'assegnazione del premio Nobel chiese all'Unione Sovietica chi ne fosse l'artefice, lo stesso Nikita Chruščëv rispose dicendo che "non possiamo indicare una singola persona, è l'intero popolo che sta costruendo la nuova tecnologia"; questo causò la sua esclusione dalla possibilità di vincita del premio. Il segreto cadde subito dopo il suo funerale. Korolëv venne cremato e le sue ceneri riposano presso la necropoli delle mura del Cremlino, il più alto onore per un cittadino sovietico.

## Onorificenze

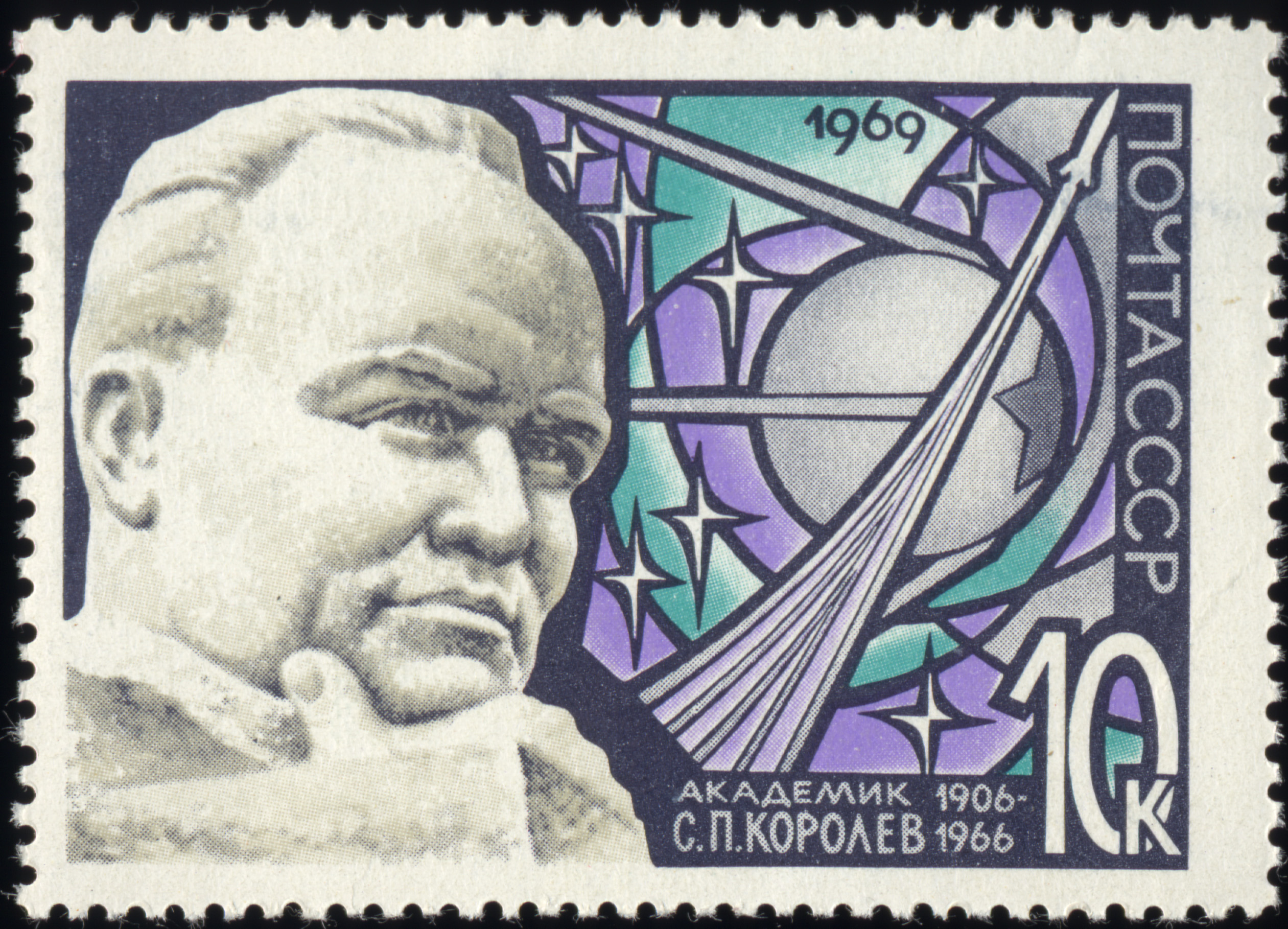
Francobollo sovietico da 10 copechi col volto di Korolëv, emesso nel 1969.

## Intitolazioni
Sono stati emessi in suo onore diverse serie di francobolli dall'Unione Sovietica prima e da Russia, Ucraina e Kazakistan dopo.
Nella sua città natale Žytomyr, in Ucraina, è stato istituito il Museo della cosmonautica Sergej Pavlovič Korolëv.
Nel 1990 venne inserito nella International Air & Space Hall of Fame ospitata dal museo aerospaziale di San Diego.
Gli sono stati titolati un cratere su Marte, Korolev, e un cratere sul lato oscuro della Luna.
Portano il suo nome anche una città nell'oblast' di Mosca, la nave Akademik Sergej Korolëv e l'asteroide 1855 Korolev.

## Galleria d'immagini

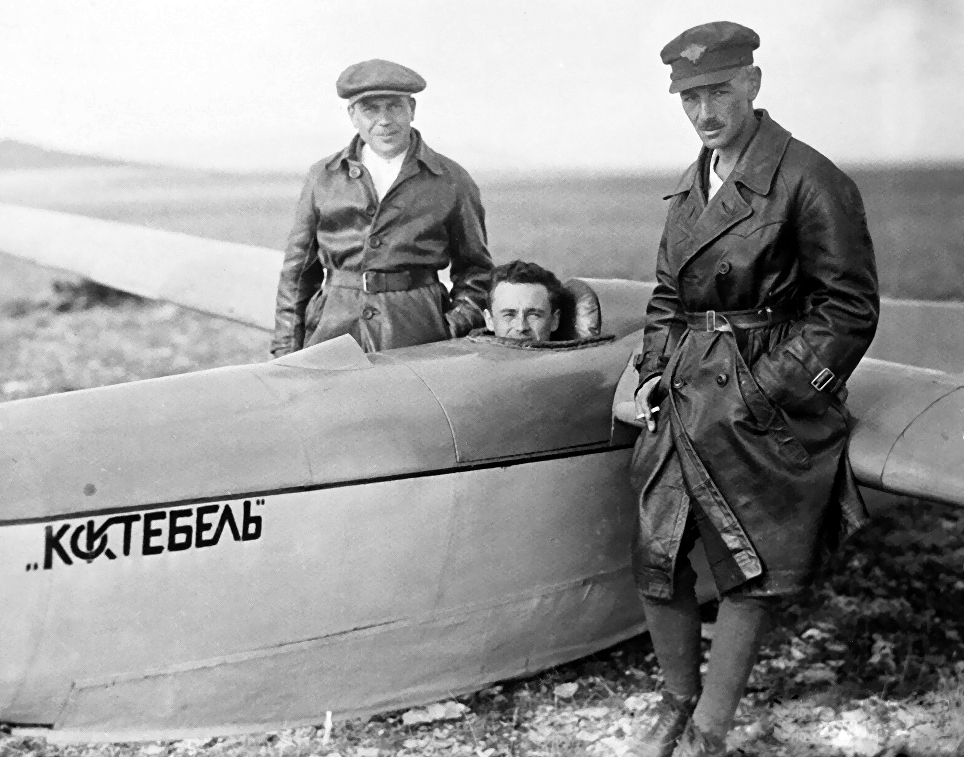
Korolëv all'interno della carlinga di un aereo, 1940
Prototipo del missile R7, primo ICBM della storia
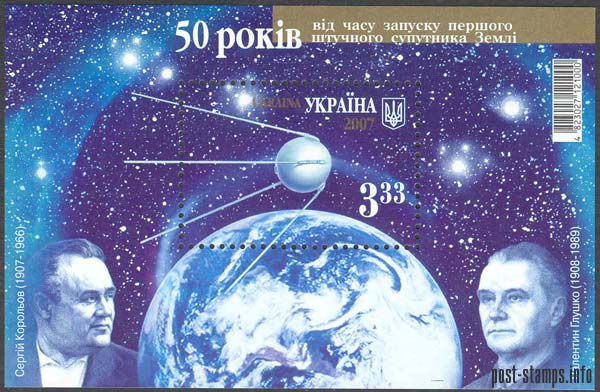
Francobollo ucraino raffigurante Korolëv e Gluško con lo Sputnik 1 al centro
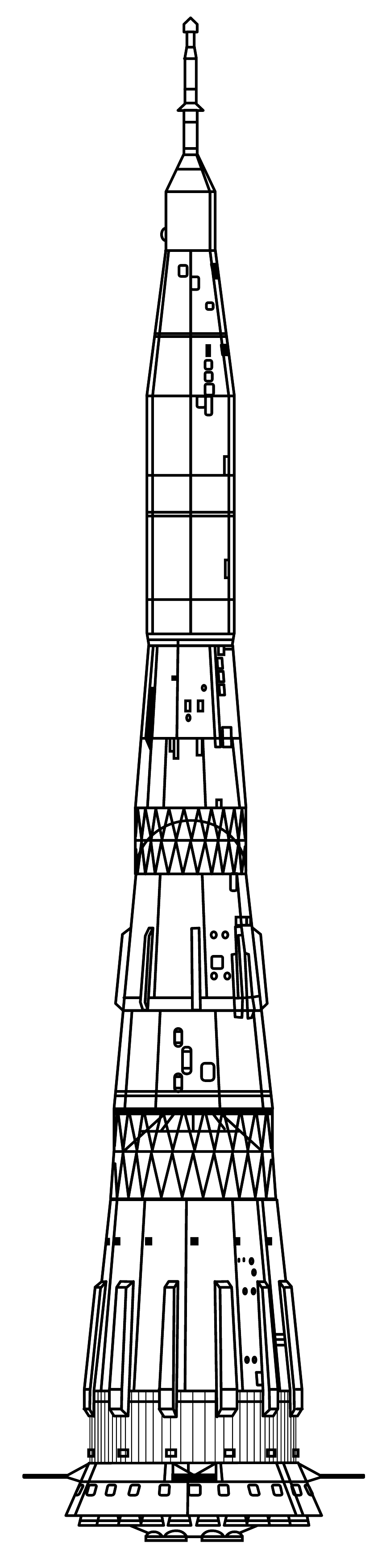
Disegno del razzo N1, progettato da Korolëv in vista dello sbarco sulla Luna